# Tímár Mihály
Tímár Mihály (Székesfehérvár, 1938. március 13. – 2022. október 27.) magyar labdarúgó, kapus.

## Pályafutása
A Székesfehérvári Építőkben kezdett futballozni, majd 1958 végéig a Székesfehérvári Petőfiben szerepelt. 1959 és 1969 között volt a Videoton labdarúgója. 1957 és 1967 között az NB II-ben illetve az NB I/B-ben szerepelt a csapatban. Ez idő alatt 181 bajnoki mérkőzésen lépett a pályára. Első számú kapusa volt az 1967-es idényben az első osztályú szereplést először kiharcoló csapatnak. Az élvonalban 29 alkalommal szerepelt. 1970-ben vonult vissza az aktív labdarúgástól.
1972-ben a Videoton ifjúsági csapatának az edzője volt.

## Sikerei, díjai
- NB I/B
  - bajnok: 1969
  - 2.: 1967